# Richard Porson
Richard Porson (East Ruston, 25 dicembre 1759 – Londra, 25 settembre 1808) è stato un filologo classico, metricista e bibliotecario britannico.
È stato lo scopritore del ponte di Porson e il carattere tipografico Porson è basato sulla sua scrittura.

## Biografia
Era nato nella Contea di Norfolk, figlio maggiore di Huggin Porson, impiegato della parrocchia locale. Sua madre era figlia di un calzolaio del vicino villaggio di Bacton. Fu mandato prima alla scuola del villaggio di Bacton, tenuta da John Woodrow, e poi a quella di Happisburgh tenuta dal signor Summers, dove vennero presto messi in evidenza i suoi straordinari poteri di memoria e attitudine per l'aritmetica. La sua abilità letteraria era in parte dovuti agli sforzi di Summers, che dopo molto tempo ebbe a dichiarare che in cinquant'anni di vita scolastica non aveva mai incontrato ragazzi così intelligenti come Porson ed i suoi due fratelli. Egli ricevette delle buone basi di lingua latina da Summers, rimanendo con lui per tre anni. Suo padre gli faceva poi ripetere, durante la notte, le lezioni che aveva imparato nel corso della giornata precedente. Ripeteva con frequenza, senza sbagliare una lezione, ciò che aveva imparato uno o due anni prima e non aveva più rivisto nel frattempo. In quanto ai libri aveva soltanto quelli disponibili a casa, uno o due libri di aritmetica di John Greenwood, l'Apologia di Jewell, un volume della Cyclopaedia recuperato da un naufragio e otto o dieci volumi dell'Universal Magazine.
All'età di undici anni, il curato di East Ruston si fece carico della sua educazione. Il signor Hewitt lo inserì fra i suoi ragazzi insegnandogli Giulio Cesare, Terenzio, Ovidio e Virgilio. Nel frattempo aveva già fatto grandi progressi in matematica. Hewitt decise quindi di presentarlo a John Norris a Witton Park, che lo mandò all'Università di Cambridge per essere esaminato da James Lambert, dai due tutor del Trinity College, Thomas Postlethwaite e Collier e dal matematico George Atwood, poi assistente tutor. Il risultato fu  favorevole e Norris decise di provvedere alla sua educazione. Questo avvenne nel 1773 e poiché era impossibile farlo alla Charterhouse School, venne inviato al college di Eton nel mese di agosto 1774.
Porson divenne presto popolare nel college ed i due drammi che scrisse per essere rappresentati a scuola sono stati a lungo ricordati. Pur essendo noto presso la scuola egli non era soddisfatto della qualità dei suoi lavori che riteneva deboli e lacunosi. Il motivo era da ascrivere al fatto che andato a Eton troppo tardi per avere qualche possibilità di ottenere una borsa di studio al King's College di Cambridge. Nel 1777 morì il suo mecenate John Norris, ma i contributi degli etoniani gli consentirono il suo mantenimento all'università ed egli trovò il successore di Norris in Sir George Baker, allora presidente del Collegio dei medici. Con il suo aiuto Porson entrò al Trinity College di Cambridge, come pensionante, il 28 marzo 1778. Si dice che a indirizzarlo verso la critica letteraria fu il dono di una copia di Longino di Jonathan Toup da parte del rettore di Eton, ma egli guardò a Richard Bentley e Richard Dawes come suoi maestri.
Dopo una brillante carriera universitaria e la vincita di diversi riconoscimenti e borse di studio, si laureò nel 1785.
I suoi primi lavori ad essere pubblicati furono un breve saggio su Aeschylus di C.G. Schütz nella Review di Paul Henry Maty, scritto nel 1783. Questa recensione contiene diversi altri suoi saggi, compresi quelli sull'Aristophanes di Richard François Brunck, Hermesianax di Stephen Weston e l'Apology di Huntingford. Iniziò anche una corrispondenza con David Ruhnken, lo studioso veterano di Leida, richiedendogli dei frammenti di Eschilo che Ruhnken aveva nella sua raccolta di lessici inediti e grammatici, inviandogli, a sua volta, la versione da lui restaurata delle Supplici (673–677) con l'aiuto di un passaggio quasi altrettanto corrotto dell'Eroticus di Plutarco.
Un editore di Cambridge aveva intenzione di realizzare una nuova edizione dell'Eschilo di Thomas Stanley e la direzione offrì a Porson l'incarico, ma egli rifiutò. Era particolarmente ansioso per un manoscritto mediceo a Firenze che doveva essere raccolto in una nuova edizione. Egli si era offerto di occuparsi della questione ma il vice-cancelliere John Torkington, rettore di Clare Hall, osservò che Porson avrebbe potuto farlo a casa.
Nel 1786, per una nuova edizione dell'Anabasi di Senofonte di Thomas Hutchinson, venne richiesta la collaborazione di Porson e questi la realizzò assieme a Walter Whiter.
L'anno successivo scrisse Notae breves ad Toupii emendationes in Suidam, anche se questo trattato non venne pubblicato fino al 1790 nella nuova edizione di Jonathan Toup pubblicata a Oxford. Questi primi lavori resero Porson noto come studioso anche ad di fuori dell'Inghilterra. Le lettere che ricevette da Christian Gottlob Heine e Johann Gottfried Jakob Hermann sono conservate nella biblioteca del Trinity College.
Durante il 1787 scrisse tre lettere su Vita di Samuel Johnson di John Hawkins per il Gentleman's Magazine, che vennero poi ristampate da Thomas Kidd nel suo Tracts and Criticisms of Porson e in un volume di corrispondenza di Porson. Sono esempi di umorismo asciutto e alludono a drammaturghi inglesi e poeti. Nella stessa rivista, nel corso del 1788 e del 1789, apparve Letters to Archdeacon Travis, contro George Travis, sul dibattito biblico sul Comma Johanneum (1 Giovanni 5:7); le lettere sono state raccolte nel 1790 in un volume. Il verdetto di Edward Gibbon sul libro fu: "il più acuto e accurato pezzo di critica fin dai tempi del Bentley". Ma vi fu l'altra faccia della medaglia: l'editore disse di aver perso i suoi soldi e una delle sue migliori amiche, la signora Turner di Norwich, gli ritirò un'eredità che aveva lasciato a Porson, di £ 30, dicendogli che aveva scritto quello che le è stato descritto come un libro contro il cristianesimo.
Negli anni che seguirono Porson continuò a contribuire a diverse riviste letterarie scrivendo sul Monthly Review e sul Critical Review.
Nel 1792 la sua cattedra non venne più ritenuta gestibile da un laico ed egli si rifiutò di prendere i voti. Il rettore nominò quindi suo nipote John Heys. Così Porson venne a trovarsi senza mezzi di sostentamento. Venne promossa una sottoscrizione fra i suoi amici allo scopo di fornirgli una rendita. Cracherode, Cleaver Banks, Burney e Samuel Parr assunsero l'iniziativa e misero assieme una rendita di circa 100 sterline l'anno. Egli accettò a condizione di ricevere l'interesse durante la sua vita e che il capitale doveva essere restituito ai donatori alla sua morte. Quando ciò avvenne, con una parte del vitalizio di Porson venne fondato, a Cambridge nel 1816, il Premio Porson e con il resto la borsa di studio Porson, assegnata per la prima volta nel 1855.
Egli continuò a risiedere principalmente a Londra, a Essex Court, andando qualche volta in visita ai suoi amici come Joseph Goodall al college di Eton e Samuel Parr a Hatton, Warwickshire. Fu a casa di Goodall che scrisse le lettere di Travis. A Hatton, la sera, raccoglieva intorno a sé i giovani di casa e riversava su di loro torrenti di memorie e letteratura. Nel 1792 divenne vacante la cattedra di greco a Cambridge, a seguito delle dimissioni di William Cooke. Porson venne eletto senza opposizioni e continuò a tenere la cattedra fino alla sua morte.
Nel 1806 gli fu offerto un posto di bibliotecario a Londra, con una paga di 200 sterline e l'alloggio presso la biblioteca, che egli accettò di buon grado.
Alcuni mesi prima della morte cominciò ad avere dei problemi: la sua memoria non era più quella di un tempo e cominciò ad accusare una febbre intermittente; il 19 settembre 1808 venne colpito in strada da un attacco di apoplessia. Dopo un parziale recupero, morì il 25 dello stesso mese. Fu sepolto al Trinity College, vicino alla statua di Newton, al lato opposto della cappella dove riposano i resti di Bentley.

## Attività di ricerca
L'esordio di Porson avvenne con un'opera di filologia neotestamentaria: le sue Letters to Travis, a proposito del comma Johanneum (NT 1 Jo. 5:7-8), infatti, sono una parata di osservazioni critiche (400 pagine circa) volta a dimostrare la falsità del discusso passo.
Ma, più di ogni altra cosa, Porson fu un formidabile intenditore di poesia e metrica greca, tra i più grandi della storia della filologia classica. Sostenuto da una memoria prodigiosa, che si dice gli permettesse di richiamare a piacere qualsiasi brano, e da una conoscenza impeccabile della lingua, è generalmente considerato il maggior classicista inglese tra Richard Bentley e Martin West. È a volte considerato l'Hermann d'oltremanica, poiché essi lavorarono nello stesso periodo ed entrambi sono rimasti nella storia degli studi di poesia greca, non solo per la competenza critica e linguistica ma anche per aver legato i propri nomi a leggi metriche da loro stessi scoperte ed esposte (nel caso del filologo tedesco, il Ponte di Hermann).
La sua competenza nella poesia greca non si limitava alla lettura, comprensione, emendazione di passi difficili e all'edizione di opere. Egli si dilettò anche nella composizione originale. Un famigerato esempio è il distico di esametri dattilici che diffuse in risposta a Gottfried Hermann, il quale aveva espresso riserve sulla competenza metrica della filologia inglese:
Are sadly to seek; |
Not five in five score, |
But ninety-five more: |
All; save only HERMAN, |
and HERMAN's a German»
(Richard Porson, trad. di Luigi Lehnus)
Che, volto in prosa italiana, suona:

## Opere
Le opere di Porson sono state pubblicate negli anni seguenti:
- Notae in Xenophontis anabasin (1786);
- Appendix to Toup (1790);
- Letters to Travis (1790);
- Aeschylus (1795, 1806);
- Euripides (1797–1802);
- collazione degli Harleian manuscript of the "Odyssey" (1801);
- Adversaria (Monk and Blomfield, 1812);
- Tracts and Criticisms (Kidd, 1815);
- Aristophanica (Dobree, 1820);
- Notae in Pausaniam (Gaisford, 1820);
- Photii lexicon (Dobree, 1822);
- Notae in Suidam (Gaisford, 1834);
- Correspondence (H. R. Luard, edited for the Cambridge Antiquarian Society, 1867).